# Organy katedry Najświętszej Marii Panny we Fryburgu Bryzgowijskim

## Historia
Z XV w. pochodzą pierwsze przekazy o istnieniu organów w katedrze Najświętszej Marii Panny we Fryburgu Bryzgowijskim. Były one umieszczone przy północnej ścianie nawy głównej. W latach 1545–1548 pojawiły się w tym miejscu nowe organy, zbudowane przez Jörga Eberta z Ravensburga. Obudowa i część zestawu piszczałek z tych organów istniała do 1929.
W lektorium, które oddzielało nawę główną od prezbiterium stał pozytyw. Pod koniec XVI w. potwierdzona jest obecność organów w prezbiterium, przebudowanych w latach 1708 i 1813 oraz 1881 przez zakład organmistrzowski E.F. Walcker z Ludwigsburga. Instrument ten usunięto w latach 60. XX w..
Podczas obchodów tradycyjnych niemieckich Dni Katolika (Katholikentag) w 1929 zamontowano duże organy gruntownie przebudowując i powiększając w tym celu istniejącą obudowę w nawie głównej. Obudowa ta zajęła znaczną część nawy. W 1936 przebudowano organy powracając do koncepcji sprzed 1929.
W lektorium po stronie północnej zamontowano nowy instrument o randze organów głównych za prospektem składającym się z samych piszczałek. Zbędne piszczałki przeniesiono do organów w prezbiterium i organów św. Michała. Wszystkie organy zintegrowano w jeden zespół ze wspólnym stołem gry, ustawionym w prezbiterium. Nie udało się jednak zapobiec opóźnieniom w transmisji dźwięków, co prowadziło do ich nieklarowności i dysonansów brzmieniowych.
W wyniku wojennych uszkodzeń cały zespół działał coraz bardziej wadliwie. Na początku lat 60. podjęto więc decyzję o budowie nowych instrumentów. Miały to być cztery instrumenty ustawione w tych częściach katedry, w których znajdowali się ich poprzednicy i połączone, jak dotychczas, wspólnym stołem gry.
Przy budowie organów nawy głównej nawiązano do starych szkiców i usytuowania organów Eberta z 1545. Organy, zbudowane przez zakład organmistrzowski Marcussen & Søn, otrzymały mechaniczną trakturę gry i brzmienie wzorowane na tym, które istniało w epoce baroku. Organy ustawiono w miejscu uważanym tradycyjnie za najbardziej korzystne pod względem akustycznym. W prezbiterium przy ścianie północnej wstawiono organy bez mechanicznego stolu gry. Podczas renowacji w 1990 zostały one przeniesione na znajdującą się naprzeciwko emporę i umieszczone w nowej obudowie, zbudowanej przez zakład organmistrzowski Fischer & Krämer z Endingen. W kaplicy św. Michała zakład organmistrzowski Hartwig Späth z Ennetach/Freiburg za istniejącym prospektem zbudował nowy instrument. W 2008 zakład organmistrzowski Metzler-Orgelbau zbudował nowy instrument, przy czym zachowano części zabytkowego prospektu z 1929 i włączono je do nowej konstrukcji.

## Organy Mariackie

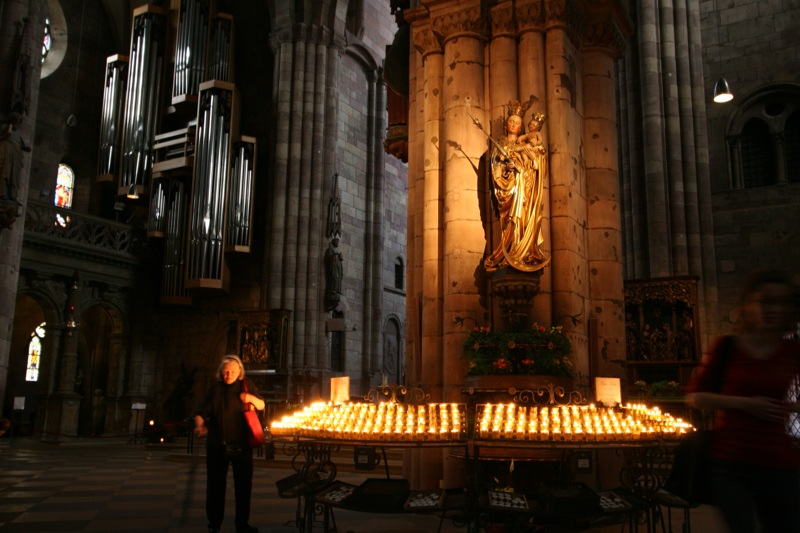
Wnętrze katedry – organy Mariackie (z lewej).

Organy Mariackie znajdują się na styku północnej nawy bocznej i północnego ramienia transeptu. zostały zbudowane w 1965 przez zakład organmistrzowski Rieger Orgelbau (Schwarzach, Austria). Mechaniczne urządzenie do gry znajduje się w środku instrumentu.
Organy mają 62 głosy podzielone na 4 manuały i pedał.
Po zbudowaniu organów w prezbiterium, bardzo dobrze przyjętych, zlecono zakładowi Rieger Orgelbau również zbudowanie organów głównych (Mariackich). Projekt i wystrój plastyczny prospektu powierzono Jacobowi Schmidtowi; zbudowaniem instrumentu zajął się Joseph von Glatter-Götz. Głosy umieszczono w 9 wieżach wykonanych z drewna dębowego, grupujących poszczególne zespoły piszczałek. Organy Mariackie maja w środku zamontowane mechaniczne urządzenie gry. Na organach można również grać za pośrednictwem elektrycznego, zintegrowanego stołu gry, znajdującego się w prezbiterium. Rozmieszczenie poszczególnych części składowych klawiatury wewnątrz obudowy jest następujące: w czterech wieżach pod mechanicznym urządzeniem gry, na samym dole znajduje się pierwszy manuał (Pozytyw), nad nim drugi manuał (Hauptwerk), zaraz nad nim jest nisza z czwartym manuałem (Brustwerk), nad nim 3 wieże z trzecim manuałem (Schwellwerk) a na lewo 2 wieże klawiatury pedałowej.
Podczas procesu oczyszczania i technicznej renowacji organów na przełomie 2000/2001 wymontowano 3 głosy w celu naprawy ich uszkodzonych części. Wymontowano też piszczałki głosu Grand Bourdon 32’ a na wierzchu prospektu zainstalowano carillon. Prace te wykonał zakład organmistrzowski Caspar Glatter-Götz z Owingen natomiast nastrojeniem instrumentu zajął się zakład Beat Grenacher z Lucerny (Szwajcaria).
W 2008 przerobiono piszczałki głosu Grand Bourdon 32’, umieszczono je w nowej wiatrownicy, nastrojono i wmontowano do zestawu głosowego organów św. Michała.
Organy mają następującą dyspozycję zgodnie z pisownią na poszczególnych segmentach stołu gry:
| Manual I (Positiv) C-g3 | Manual II (Hauptwerk) C-g3 | Manual III (Schwellwerk) C-g3 | Manual IV (Brustwerk) C-g3 | Pedalwerk C-f1 |
| Prinzipal 8' Metallgedackt 8' Prinzipal 4' Rohrflöte 4' Gemshorn 2' Gemsquinte 11/3′ Sesquialter II 22/3′ Scharff IV-VI 1' Dulzian 16' Cromorne 8' Tremolo | Prinzipal 16' Oktave 8' Rohrflöte 8' Spitzflöte 4' Oktave 4' Spitzquinte 22/3′ Oktave 2' Mixtur V 2' Cymbel III1/2′ Kornett V 8' Trompete 16' Trompete 8' Klarine 4' | Gedacktpommer 16' Holzprinzipal 8' Spillpfeife 8' Gamba 8' Voix céleste 8' Oktave 4' Querflöte 4' Viola 4' Nasat 22/3′ Flautino 2' Terz 13/5′ Mixtur IV 11/3′ Fagott 16' Trompete 8' Hautbois 8' Klarine 4' Glockenspiel c1-d3 Tremolo | Holzgedackt 8' Blockflöte 4' Prinzipal 2' Gedacktflöte 2' Terzian 13/5′ + 11/3′ Oktave 1' Glockenzymbel II 1/2′ Vox humana 8' Cembalo-Regal 4' Tremolo | Prinzipalbaß 16' Subbaß 16' Oktav 8' Gedackt 8' Quinte 51/3′ Oktave 4' Koppelflöte 4' Nachthorn 2' Mixtur VI 22/3′ Contrafagott 32' Trompete 16' Posaune 8' Zink 4' Tremolo Kleinpedal |

- połączenia klawiatur: Manual I/ Manual II, Manual III/ Manual II, Manual II/Pedal, Manual I/Pedal
- setzer – 6 mechanicznych kombinacji
- mechaniczne wiatrownice zasuwowe, uruchamiane również elektrycznie ze wspólnego stołu gry.

## Organy św. Michała
Organy św. Michała znajdują się na emporze zachodniej, w kaplicy św. Michała. Mają status organów głównych w tylnej części katedry.
Pierwsze organy św. Michała zbudowano w 1936 z części prospektu i piszczałek organów nawy głównej, po tym jak uznano, że ich akustyka stała się niezadowalająca. Organy te uległy uszkodzeniu w czasie drugiej wojny światowej.
W 1965 zakład organmistrzowski Hartwig Späth z Ennetach/Freiburg zbudował nowe, 28-głosowe organy wykorzystując części przedwojennego prospektu. Organy te z czasem przestały spełniać wymogi techniczno-akustyczne stawiane instrumentom tej klasy. Miały one poza tym wady konstrukcyjne, których nie dało się usunąć w trakcie renowacji.
W 2008 zakład organmistrzowski Metzler Orgelbau AG (Dietikon, Schwajcaria) zbudował nowe organy. Mają one 36 głosów podzielonych na 3 manuały i pedał (dodatkowo 4 transmisje i 1 cięgło   rejestrowe), mechaniczną trakturę gry oraz elektryczną trakturę rejestrową i elektryczne połączenia. Organy św. Michała mogą brzmieć razem z innymi organami katedry dzięki zintegrowanemu stołowi gry, znajdującemu się w prezbiterium. Organy miały początkowo masywną obudowę z niewykończonego dębu. Istniejąca snycerka i figury aniołów zostały pieczołowicie odrestaurowane i ponownie zamontowane na prospekcie.
| I Hauptwerk C-g3 | II Recit C-g3 | III Solo C-g3 | Pedalwerk C-f1 |
| Montre 16' Principal 8' Violoncello 8' Flûte harmonique 8' Bourdon 8' Octave 4' Spitzflöte 4' Superoctave 2' Cornet III 22/3′ Plein jeu V 2' Trompete 16' Trompete 8' | Quintatön 16' Gambe 8' Doppelflöte 8' Rohrflöte 8' Flûte octaviante 4' Viola 4' Octavin 2' Basson 16' Trompette harm. 8' Basson-hautbois 8' Clairon harm. 4' Tremulant | Bourdon 16' Diapason 8' Viola d' orchestra 8' Coro Viole I-IV 8' Flûte 4' Voix humaine 8' Tremulant Tuba magna 8' Campane C-h | Grand Bourdon 32' Flûte 16' Subbaß 16' Grosse Quinte 102/3′ Diapason 8' Cello 8' Flûte 4' Bombarde 16' Trompette 8' Clairon 4' |

- mechaniczna traktura gry
- elektryczna traktura rejestrowa i połączenia
- dla Recit i Solo możliwe uzyskanie efektu echo, pojedynczego lub wielokrotnego
- Grand Bourdon 32' - obecny głos z 2001, należący pierwotnie do organów Mariackich, został z nich usunięty, przerobiony i zamontowany w organach św. Michała

## Organy nawy głównej
Organy nawy głównej umieszczone są na emporze bocznej (tzw. „jaskółcze gniazdo“) na północnej ścianie nawy głównej. Zostały zbudowane w 1965 przez zakład organmistrzowski Marcussen & Søn (Apenrade/Dania). Mają 21 głosów podzielonych na 2 manuały i pedał.
| II Hauptwerk C-g3                                                                          | I Rückpositiv C-g3 | Pedalwerk C-f1                                                                     |
| Prinzipal 8' Rohrflöte 8' Oktave 4' Blockflöte 4' Oktave 2' Mixtur V-VII 11/3′ Trompete 8' | Gedackt 8' Prinzipal 4' Rohrflöte 4' Gemshorn 2' Sifflöte 11/3′ Sesquialter II 22/3′ Scharff IV-VI 2/3′ Dulzian 8' Tremolo | Prinzipal 16' Oktav 8' Oktav 4' Hintersatz V 22/3′ Fagott 16' Schalmay 4' Rohraffe |

- połączenia mechanicznych urządzeń gry: I/II, II/P, I/P, I/P 4'
- mechaniczne wiatrownice zasuwowe, możliwość gry ze wspólnego stołu gry (elektrycznie).

## Organy w prezbiterium
Organy znajdują się na bocznej emporze na południowej ścianie prezbiterium. Zostały zbudowane w 1990 przez zakład organmistrzowski Fischer & Krämer z Endingen z wykorzystaniem piszczałek i wiatrownic pochodzących z organów Riegera z 1964. Organy mają 25 głosów podzielonych na 2 manuały i pedał.
| I Hauptwerk C-g3 | II Positiv C-g3 | Pedalwerk C-f1                                                                                  |
| Gedecktpommer 16' Principal 8' Hohlflöte 8' Octave 4' Spitzgedeckt 4' Waldflöte 2' Sesquialter II 22/3′ Mixtur IV 11/3′ Trompete 8' | Bleigedeckt 8' Salicional 8' Principal 4' Koppelflöte 4' Octavin 2' Terz 13/5′ Quinte 11/3′ Zimbel III 1' Musette 8' | Subbaß 16' Octavbaß 8' Gedecktbaß 8' Choralbaß 4' Hintersatz III 22/3′ Bombarde 16' Trompete 8' |

- połączenia: II/I, II/P, I/P – elektryczne
- mechaniczne wiatrownice zasuwowe; ponieważ organy nie mają własnego mechanizmu gry, można grać na nich jedynie ze wspólnego stołu gry (elektrycznie).

Uwagi:

## Wspólny stół gry
Na wszystkich organach, oprócz tych w prezbiterium, można grać indywidualnie oraz zespołowo ze wspólnego, elektrycznego stołu gry.
Podział manuałów na wspólnym stole gry:
- organy Mariackie: I. Hauptwerk, II. Positiv, III. Schwellwerk, IV. Brustwerk
- organy nawy głównej: II. Hauptwerk, III. Rückpositiv
- organy w prezbiterium: I. Hauptwerk, II. Positiv
- organy św. Michała: II. Hauptwerk, III. Récit, IV. Solo

- połączenia: IV/III, IV/II, IV/I, IV/P, III/II, III/I, III/P, II/I, II/P, I/P (+ organy św. Michała: II-16'/I, III-16'/I)
- walec crescendo z 4 możliwymi do zaprogramowania crescendi; tutti poszczególnych organów, tutti wspólne
- szafa ekspresyjna: ogólna, organy Mariackie, organy w prezbiterium, organy św. Michała
- setzer: 99 × 64 kombinacji
- cały zespół organowy: 144 czynne głosy, 4 transmisje, 1 cięgło pojedyncze na czwartym manuale i pedale